# San Estanislao
San Estanislao – miasto w Paragwaju, w departamencie San Pedro